# Panathīnaïkos Athlītikos Omilos 2002-2003 (pallacanestro maschile)
Questa voce raccoglie le informazioni riguardanti il Panathīnaïkos B.C. nelle competizioni ufficiali della stagione 2002-2003.

## Stagione
La stagione 2002-2003 del Panathīnaïkos è la 52ª nel massimo campionato greco di pallacanestro, l'A1 Ethniki.

## Roster
Aggiornato al 24 gennaio 2022.
| Panathīnaïkos 2002-03 | Panathīnaïkos 2002-03 |
| Giocatori             | Staff tecnico         |
| --------------------- | --------------------- |

| N. | Naz.                                         | Ruolo | Nome                    | Anno | Alt.   | Peso   |  |
| -- | -------------------------------------------- | ----- | ----------------------- | ---- | ------ | ------ |  |
| 4  | Grecia (bandiera)                            | AP    | Fragkiskos Alvertīs (C) | 1974 | 206 cm | 102 kg |  |
| 5  | Grecia (bandiera)                            | P     | Giōrgos Kalaitzīs       | 1976 | 195 cm | 95 kg  |  |
| 6  | Grecia (bandiera)                            | C     | Lazaros Papadopoulos    | 1980 | 210 cm | 120 kg |  |
| 7  | Slovenia (bandiera)                          | P     | Jaka Lakovič            | 1978 | 186 cm | 84 kg  |  |
| 8  | Grecia (bandiera)                            | AG    | Antōnīs Fōtsīs          | 1981 | 209 cm | 110 kg |  |
| 9  | Grecia (bandiera)                            | GA    | Giōrgos Mpalogiannīs    | 1971 | 198 cm | 98 kg  |  |
| 10 | Turchia (bandiera)                           | G     | İbrahim Kutluay         | 1974 | 197 cm | 93 kg  |  |
| 11 | Stati Uniti (bandiera) · Spagna (bandiera)   | AG    | Darryl Middleton        | 1966 | 203 cm | 109 kg |  |
| 12 | Grecia (bandiera)                            | C     | Kōstas Tsartsarīs       | 1979 | 210 cm | 112 kg |  |
| 13 | Croazia (bandiera)                           | C     | Jurica Žuža             | 1978 | 208 cm | 115 kg |  |
| 14 | Stati Uniti (bandiera) · Slovenia (bandiera) | P     | Arriel McDonald         | 1972 | 189 cm | 90 kg  |  |
| 15 | Stati Uniti (bandiera)                       | G     | Rodney Buford           | 1977 | 196 cm | 86 kg  |  |
| 17 | Grecia (bandiera)                            | P     | Chrīstos Vidalīs        | 1985 | 186 cm |        |  |

| Allenatore                                                              |
| - Željko Obradović                                                      |
| Assistente/i                                                            |
| - Dīmītrīs Itoudīs Legenda - (C) Capitano - (IN) Inattivo - Infortunato |

## Mercato

### Sessione estiva
| Acquisti | Acquisti          | Acquisti          | Acquisti   | Acquisti |
| R.       | Nome              | da                | Modalità   |          |
| -------- | ----------------- | ----------------- | ---------- | -------- |
| AG       | Antōnīs Fōtsīs    | Memphis Grizzlies | definitivo |          |
| C        | Jurica Žuža       | Iraklio Creta     | definitivo |          |
| P        | Jaka Lakovič      | Krka Novo mesto   | definitivo |          |
| G        | Rodney Buford     | Memphis Grizzlies | definitivo |          |
| C        | Kōstas Tsartsarīs | Peristeri         | definitivo |          |
| P        | Arriel McDonald   | Maccabi Tel Aviv  | definitivo |          |

| Cessioni | Cessioni             | Cessioni            | Cessioni       | Cessioni |
| R.       | Nome                 | a                   | Modalità       |          |
| -------- | -------------------- | ------------------- | -------------- | -------- |
| AG       | Johnny Rogers        | Lleida              | fine contratto |          |
| PG       | Giannīs Sioutīs      | Iraklio Creta       | fine contratto |          |
| AG       | Corey Albano         | V.L. Pesaro         | fine contratto |          |
| P        | Damir Mulaomerović   | Amici Pall. Udinese | fine contratto |          |
| C        | Giannīs Giannoulīs   | Yakama Sun Kings    | fine contratto |          |
| AP       | Dejan Bodiroga       | Barcellona          | fine contratto |          |
| P        | Juan Ignacio Sánchez | Detroit Pistons     | fine contratto |          |